# Пушкаревич, Константин Алексеевич
Константин Алексеевич Пушкаревич (22 октября 1890 — 3 февраля 1942) — филолог-славист, доктор филологических наук и профессор.

## Биография
Константин Алексеевич Пушкаревич родился в 1890 году. В 1912 году окончил Гродненскую гимназию. В 1917 году окончил историко-филологический факультет Петроградского университета, где был учеником профессора М. Г. Долобко. В 1918 году стал преподавателем в Томском университете. С 1925 года преподавал в Ленинградском государственном университете. В 1931 году стал старшим учёным хранителем Института славяноведения АН СССР. В 1939 году был назначен на должность старшего научного сотрудника в Институте этнографии АН СССР. В 1938 году защитил кандидатскую диссертацию. В 1940 году получил учёную степень доктора филологических наук. В 1941 году заведовал отделом Европы ИЭ.
Константин Алексеевич Пушкаревич умер в 1942 году в блокадном Ленинграде.

## Основные работы
- «Праславянская прародина»;
- «Экономическое положение России первой четверти XIX в.»;
- «Этнография воссоединения украинцев и белоруссов»;
- «Чехи в России»;
- «История Чехии с первого крестового похода»;
- «Чехия в XI—XV вв.»;
- «Появление болгар на Балканском полуострове»;
- «О необходимости организации изучения славянских литератур»;
- «Герцен в эмиграции»;
- «Николай Александрович Добролюбов»;
- «Социально-экономические предпосылки развития старой белорусской литературы»;
- «Русско-чешские литературные и научные связи»;
- «Новый труд о Салтыкове-Щедрине на чешском языке»;
- Чешская литература";
- «План обследований по языку и фольклору чешских поселений в пределах Украинской ССР»;
- «Географическое и экономическое описание Чехословакии».